# Batrachospermum
Genre
Synonymes
- Batrachosperma Bory de Saint-Vincent, 1822[2]

Batrachospermum est un genre d’algues rouges de l’ordre des Batrachospermales.

## Étymologie
Le nom de genre Batrachospermum, est construit à partir du préfixe "batrach-", grenouille (grec βατρακοσ / batrakos), et du suffixe "-sperm", « semence ; graine » (grec σπερμ / sperm) ; littéralement « semence de grenouille » ; en effet, selon Charles d'Orbigny : « l'espèce la plus commune... B. moniliforme est remarquable par sa consistance gélatineuse et les paquets globuleux de ses ramules qui se trouvant espacés assez également sur les filaments principaux lui donnent quelque ressemblance avec le frai de Grenouille ainsi que l'exprime l'étymologie du nom de ce genre ».

## Liste d’espèces
Selon AlgaeBase (20.01.2018), au moins les espèces suivantes sont valides :
- Batrachospermum aestivale Bory
- Batrachospermum africanum Rabenhorst
- Batrachospermum alcyonideum Bory
- Batrachospermum alpinum Nägeli
- Batrachospermum americanum L.D.von Schweinitz ex C.Agardh
- Batrachospermum androgyne L.H.Flint ex T.J.Entwisle
- Batrachospermum androinvolucrum Sheath, Vis & K.M.Cole
- Batrachospermum annulatum Skuja
- Batrachospermum araiasakame Skuja
- Batrachospermum aristatum Skuja
- Batrachospermum ariston Skuja
- Batrachospermum ateleium (Skuja) Necchi
- Batrachospermum atrichum Skuja
- Batrachospermum azeredoi Reis
- Batrachospermum bakarense Kumano & Ratnasabapathy
- Batrachospermum bangladeshianum Islam & P.Reis
- Batrachospermum beraense Kumano
- Batrachospermum bharadwajii J.N.Misra & A.K.Dey
- Batrachospermum brasiliense Necchi
- Batrachospermum breutelii Rabenhorst
- Batrachospermum capillaceum Skuja
- Batrachospermum carpocontortum Sheath, Morison, K.M.Cole & Vanalstyne
- Batrachospermum cayennense Montagne ex Kützing
- Batrachospermum claviceps Kützing
- Batrachospermum crassiusculum Bory
- Batrachospermum crispatum Kumano & Ratnasabapathy
- Batrachospermum cylindrocellulare Kumano
- Batrachospermum dapsile I.S.Chapuis & M.L.Vis
- Batrachospermum deminutum Entwisle & Foard
- Batrachospermum desikacharyi Sankaran
- Batrachospermum diaphanum Skuja ex O.Necchi
- Batrachospermum elegans Sirodot
- Batrachospermum equisetifolium Montagne
- Batrachospermum faciferum Skuja ex T.J.Entwisle
- Batrachospermum ferreri Reis
- Batrachospermum gibbosum M.P.Reis
- Batrachospermum gombakense Kumano & Ratnasabapathy
- Batrachospermum graibussoniense Sirodot
- Batrachospermum guianense (Montagne) Kützing
- Batrachospermum helminthosum Bory
- Batrachospermum heteromorphum Shi, Hu & Kumano
- Batrachospermum hondongense S.L.Xie & J.Feng
- Batrachospermum hypogynum Kumano & Ratnasabapathy
- Batrachospermum islandrinum L.H.Flint ex T.J.Entwisle
- Batrachospermum julianum G.Arcangeli
- Batrachospermum keratophytum Bory
- Batrachospermum khaoluangensis W.Chankaew, Y.Peerapornpisal & S.Kumano
- Batrachospermum kushiroense S.Kumano & Ohsaki
- Batrachospermum lamprogyne Skuja ex T.J.Entwisle
- Batrachospermum lochmodes Skuja
- Batrachospermum loefgrenii Skuja
- Batrachospermum longiarticulatum Necchi
- Batrachospermum longipedicellatum Hua & Shi
- Batrachospermum macrosporum Montagne
- Batrachospermum mascomi L.H.Flint
- Batrachospermum medium Starmach
- Batrachospermum microspermum Skuja ex T.J.Entwisle
- Batrachospermum miniatum Bory
- Batrachospermum naiadis I.S.Chapuis & M.L.Vis
- Batrachospermum nodosum J.N.Misra & A.K.Dey
- Batrachospermum nothocladoideum S.Xie & Z.Shi
- Batrachospermum nova-guineense Kumano & Johnstone
- Batrachospermum periplocum (Skuja) Necci
- Batrachospermum phangii E.T.Johnston, P.-E.Lim & M.L.Vis
- Batrachospermum pozoazulense Chapuis & Vis
- Batrachospermum prominens Entwisle & Foard
- Batrachospermum protimum Skuja
- Batrachospermum pulchrum Sirodot
- Batrachospermum pullum Skuja ex T.J.Entwisle
- Batrachospermum rivularioides Bory
- Batrachospermum serendipidum Entwisle & M.L.Vis
- Batrachospermum shanxiense S.L.Xie, I.S.Chapuis & M.L.Vis
- Batrachospermum sinense C.C.Jao
- Batrachospermum skujae Geitler
- Batrachospermum stephensii Skuja ex T.J.Entwisle & H.J.Foard
- Batrachospermum szechwanense C.-C.Jao
- Batrachospermum tapirense Kumano & Phang
- Batrachospermum thwaitesii Dickie
- Batrachospermum torridum Montagne
- Batrachospermum torsivum Z.-X.Shi
- Batrachospermum tortuosum Kumano
- Batrachospermum transitorium S.Xie & Z.Shi
- Batrachospermum transtaganum Reis
- Batrachospermum trichocontortum Sheath & Vis
- Batrachospermum trichofurcatum Sheath & Vis
- Batrachospermum triste Bory
- Batrachospermum turfosum Bory
- Batrachospermum turgidum Kumano
- Batrachospermum ulandrium Skuja
- Batrachospermum viride-brasiliense O.Necchi & D.Agostinho
- Batrachospermum vogesiacum Schultz ex Skuja
- Batrachospermum yunnanense S.Xie & Z.Shi
- Batrachospermum zostericola Bory